# Acacia trachycarpa
Acacia trachycarpa — вид квіткових рослин з родини бобових. Ареал: Австралія (Західна Австралія).

## Середовище
Зазвичай зустрічається вздовж струмків та річок, що ростуть на кам'янистих піщаних ґрунтах.

## Біоморфологічна характеристика
Цей розлогий кущ або дерево зазвичай виростає до висоти від 1 до 4 метрів, але може досягати до 6 метрів. Крона часто розлога, але іноді з плоскою верхівкою. Кора має бордово-червоний до червонувато-коричневого кольору та відшаровується від стовбура та гілок тонкими смужками, що загинаються назад. Вузьколінійні філодії мають довжину від 4 до 10 см і ширину від 0,8 до 2 мм у типовому варіанті, які стають довшими та ширшими у карликового варіанту. Тьмяно-зелені філодії зазвичай м'які та ніжні, можуть бути прямими, злегка вигнутими або хвилястими. Вони мають три або більше паралельних поздовжніх жилок на кожній грані, але зазвичай видно лише центральну. Верхівка звужується до тонкої та гострої точки. Цвіте з квітня по жовтень, утворюючи жовті квітки. Квітковий колос від 9 до 30 см. Стручки мають вузько-довгасту або лінійну форму, вони плоскі з прямими боками та невеликим звуженням між насінинами. Смолисті, клейкі, блискучі коричневі стручки мають довжину від 7 до 11 см і ширину від 7 до 12 мм, сильно і часто неправильно вигнуті. Насіння всередині розташоване навскіс і має кулясту або опуклоподібну форму. Блискуче темно-коричневе або чорне насіння має довжину від 5 до 8 мм і ширину від 4 до 7 мм з тьмяно-жовтим або коричневим заглибленням у центрі.

## Вирощування
Рослина доступна у продажу у вигляді насіння або розсади. Вона відома як помірно швидкорослий багатостебловий кущ або дерево, стійке до посухи та що добре росте на незасолених і добре дренованих ґрунтах на повному сонці або в півтіні.